# Choerospondias
Genre
Classification phylogénétique
Choerospondias est un genre de plantes de la famille des Anacardiaceae.
Cet arbre peut mesurer plus de 20 m.

Vue de jeunes arbres Choerospondias axillaris

## Liste des espèces
- Choerospondias auriculata D.Chandra
- Choerospondias axillaris (Roxb.) B.L.Burtt & A.W.Hill